# Iliokastro
Iliokastro (griechisch Ηλιόκαστρο (n. sg.) ‚Sonnenburg‘) ist ein Ort und eine Ortsgemeinschaft in der griechischen Gemeinde Ermionida.

## Beschreibung
Iliokastro liegt auf der griechischen Hochebene Ilia südlich des Aderes-Gebirges, etwa 7 km nördlich von Ermioni. Im Ortskern, nördlich der alten Steinbrücke steht die neuzeitliche Kreuzkuppelkirche, die den Aposteln Petrus und Paulus geweiht ist. Etwa 2 km nördlich befand sich die mittelalterliche Befestigung Iliokastro und etwa 2,5 km südöstlich am Ort Monastiraki befand sich ein Kloster. Die Überreste einer kleinen Kirche, die der Agia Triada geweiht war, sind noch erhalten. Manche Forscher verorten das antike Eileoi auf einem Hügel 400 m nördlich des Ortes. Östlich dieses Hügels führte der alte Weg über das Aderes-Gebirg nach Troizen. Üblicherweise wird Eileoi bei einem Bauernhof 3 km südwestlich des Ortes lokalisiert. Hier befindet sich auch die Kirche Agios Ioannis, die das Katholikon des Klosters Prodromos Stailias (griechisch Μόνη του Προδρόμου Σταϋλια) war.
Der verlassene Bergwerksort Metalleia (griechisch Μεταλλεία = Bergwerke) liegt etwa 2,5 km nordöstlich. Das einzige Gebäude, dass noch intakt ist, ist die Kirche, die der Heiligen Barbara, der Schutzpatronin der Bergleute, geweiht ist. Es gibt aber neben Häuserruinen noch alte Schächte und Ruinen der Betriebsgebäude. Kapsospiti (griechisch Καψοσπίτι), ein weiterer ehemaliger Bergwerksort liegt 1,8 km westlich von Iliokastro. Die Abbauanlagen von Stoa 90 (griechisch Στοά 90) und Roro (griechisch Ρόρο) liegen in den Bergen etwa 2 km westlich von Kapsospiti. Westlich der Straße nach Thermisia, etwa 5 km südöstlich von Iliokastro stehen noch die fünf Pfeiler einer Brücke der alten Bergwerksbahn, sie transportierte das geförderte Erz zur Weiterverarbeitung und zur Verschiffung nach Dardeza. 100 m südlich der Brücke stehen noch die Ruinen weiterer Betriebsgebäude.

## Geschichte
Die ältesten Spuren im antiken Ortes Eileoi reichen bis in die spätmykenische Zeit zurück. Eileoi war vom 7. Jahrhundert v. Chr. bis in römische Zeit bewohnt und wurde dann verlassen.
Um 1400 gründete Theodor I. Palaiologos hier an der Grenze zum Besitz der Republik Venedig den Ort Palaiokatoudi (griechisch Παλαιοκατούντι) mit der Grenzfestung Iliokastro, die nach dem antiken Eileoi benannt war. 1540 nach dem Sieg über Venedig im 4. Venezianischen Türkenkrieg fiel der Ort an das Osmanische Reich. Von 1689 bis 1715 kam es kurz wieder in den Besitz von Venedig. Als der Ort 1821 Teil des unabhängigen Griechenlands wurde, trug er den türkischen Namen Karakasi (griechisch Καρακάσι). Er wurde jedoch am 9. September 1927 in Iliokastro umbenannt.
Anfang des 20. Jahrhunderts entdeckte man abbaufähige Erzvorkommen und ab 1905 bereitete das Bergbauunternehmen Metalleia Ermionis (griechisch Μεταλλεία Ερμιόνης = Ermioni Minen) den Abbau vor und ab etwa 1908 förderte man in den Bergwerken hauptsächlich Pyrit, aus dem Schwefelsäure für die Düngemittelproduktion herstellt wurde. Später förderte man auch Chalkopyrit aus dem neben Schwefelsäure auch Kupfer gewonnen wurde. Es gab einen regen Zustrom an Arbeitern und mit Metalleia entstand die erste Arbeitersiedlung. In den 1910er Jahren übernahm der deutsche Industrielle Georg Grohmann die Bergwerke. Die Gesellschaft Mich. Litsas und L. Skender stieg 1922 in den Bergbau in Karakasi ein. 1927 kaufte die Chemiefirma Anonimi Elliniki Etaireia Chimikon Proionton kai Lipasmaton (griechisch Ανώνυμη Ελληνική Εταιρεία Χημικών Προϊόντων και Λιπασμάτων) die Bergwerke. Etwa zu dieser Zeit entstand die zweite Arbeitersiedlung Kapsospiti. Am 20. September 1938 wurde der Bergwerksdirektor Andreas Syrigos von einem Bergarbeiter ermordet. Während des Zweiten Weltkriegs führten die Besatzer Italien und Deutschland die Bergwerke weiter und nutzten die Rohstoffe. Nach dem Krieg übernahm 1947 schließlich Prodromos Bodosakis-Athanasiadis das Unternehmen. Bis 1950 wurden ergiebigere Rohstoffvorkommen entdeckt und deren Ausbeutung intensiviert. Der Bergbau erlebte einen Höhepunkt, doch schon in den 1960er Jahren verlagerten sich die Hauptaktivitäten in den Küstenort Dardeza. Die schlechte wirtschaftliche Lage führt 1978 schließlich zur Aufgabe der Bergwerke und der Siedlung Metalleia. Viele Bergarbeiter begaben sich ins Bergbaurevier in Nordgriechenland. Die verbliebenen Arbeiter fanden Anstellung in Marmorsteinbrüchen in Iliokastro und Ermioni.

### Einwohnerentwicklung
Die Einwohnerzahl Iliokastros stieg mit der Zunahme des Bergbaues an und nahm auch an dessen Ende wieder entsprechend ab.
| Jahr | Einwohner |
| ---- | --------- |
| 1907 | 351       |
| 1920 | 366       |
| 1928 | 446       |
| 1940 | 756       |
| 1951 | 745       |
| 1961 | 744       |
| 1971 | 710       |
| 1981 | 633       |
| 1991 | 595       |
| 2001 | 578       |
| 2011 | 550       |
| 2021 | 510       |

### Verwaltungsgeschichte
Am 31. August 1912 wurde die Siedlung Karakasi zu einer Landgemeinde in der Präfektur Argolis und Korinthia erhoben und die Siedlung Tsoukalia (griechisch Τσουκάλια) wurde ihr angegliedert. 16 Jahre später wurde am 16. Mai 1928 die Siedlung Kapsospiti neu ausgewiesen und der Landgemeinde angegliedert. Die beiden angegliederten Siedlungen wurden am 16. Oktober 1940 aufgelöst und die Siedlung Metalleia neu gegründet und an Iliokastro angegliedert. Am 29. April 1949 wurde die Landgemeinde der neu gegründeten Präfektor Argolis angegliedert. Die Siedlung Metalleia wurde am 5. April 1981 wieder aufgelöst. Am 12. April 1997 wurde die Landgemeinde aufgelöst und die Siedlung Iliokastro der Gemeinde Ermioni direkt angegliedert. 2011 wurde die Ortsgemeinschaft Iliokastro gegründet und die Siedlung Triandafylli angegliedert.

## Kloster Prodromos Staylia
2,8 km westlich des Ortes wurde Ende des 18. oder Anfang des 19. Jahrhunderts ein kleines Kloster von Athanasios Stamatis aus Ermioni gegründet. Für die Jahre 1817 bis 1818 ist belegt, dass das Kloster zusammen mit Kloster Avgos und weiteren kleinen Klöstern administrative Zentren für den Bereich von Iliokastro, Loukaïti (Λουκαΐτι), Salandi (Σαλάντι), Choriza (Χώριζα), Bendeni (Μπεντένι), Koliaki (Κολιάκι), Trachia (Τραχεία) und das Tal nach Westen bis Iria (Ίρια).
Drei weitere Mönche sollen hier gelebt haben: Gabriel, Gerasimos und Jeremia. Nachdem die Osmanische Truppen den Berg Athos 1830 verlassen hatten, entschieden sich die drei ein Jahr später das Kloster zu verlassen und sich in der Mönchsrepublik anzusiedeln. Das Kloster wurde im Zensus von 1833 erstmals als kleines, neuerbautes Kloster mit nur zwei Räumen erwähnt. Es wurde nur von einem Ordenspriester und seinen zwei Dienern bewohnt. Von dem Kloster Prodromos Staylia (griechisch Μόνη του Προδρόμου Σταϋλια) steht heute nur noch das Katholikon, eine einschiffige Kirche von etwa 9 m länge und 5 m Breite. Sie ist zu Ehren des Johannes dem Täufer geweiht. Die Apsis ist nach Osten ausgerichtet und über dem Eingang im Westen gibt es eine Glockenarkade.

## Gliederung
Die Einwohnerzahlen stammen aus dem Ergebnis der Volkszählung 2011.
- Ortsgemeinschaft Iliokastro – Τοπική Κοινότητα Ηλιοκάστρου – 558
  - Iliokastro – Ηλιόκαστρο – 550
  - Triandafylli – Τριανταφύλλι – 8